# 닐 워커
닐 마틴 워커(Neil Martin Walker, 1985년 9월 10일 ~ )는 미국의 야구 선수로, 메이저 리그에 소속되어 있는 필라델피아 필리스의 내야수이다.